# Téléfrançais
 (mars 2025).
Téléfrançais est une émission télévisée éducative canadienne, créée par TVO en 1985 et 1986. La série de 30 épisodes, visant les élèves anglophones étudiant le français en école primaire, demeure un outil d'apprentissage privilégié par des éducateurs à travers le Canada anglais.
L'émission raconte les aventures de deux enfants, Jacques (Jacques Dell) et Sophie (Colombe Demers), et un ananas anthropomorphique appelé « Ananas » (René Lemieux). Les épisodes furent réalisés par Jennifer Harvey et mis en scène par David Moore.